# Cornelius (Oregon)
Cornelius – miasto w Stanach Zjednoczonych, w stanie Oregon, w hrabstwie Washington.